# Saint-Cierge-sous-le-Cheylard
Saint-Cierge-sous-le-Cheylard é uma comuna francesa na região administrativa de Auvérnia-Ródano-Alpes, no departamento de Ardèche. Estende-se por uma área de 5,99 km². Em 2010 a comuna tinha 211 habitantes (densidade: 35,2 hab./km²).